# A Imperatriz

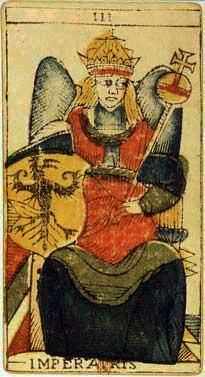
A Imperatriz

A Imperatriz é o terceiro arcano maior do Tarot de Marselha. Representa uma mulher na casa dos 30 anos, bonita, elegante e sedutora. Em alguns baralhos, a Imperatriz aparece grávida. Esta carta tem o número III.

## Simbologia
A imperatriz mostra-nos o poder da beleza e da riqueza. É um arcano de realização, tanto que tem na sua mão o ceptro do poder, mas também tem um escudo para se proteger, pois na posição em que se encontra, não pode confiar em muitos. É uma imperatriz que cuida da sua aparência e guarda as suas posses. Em alguns baralhos, aparece grávida, o que significa que há uma preparação, há um processo que ainda não está concluído. O seu reino é a razão e a comunicação, completa a Sacerdotisa. Não aceita seguir só a intuição e a emoção, que já possui, uma vez que tem a lua a seus pés. Há nela um pouco de arrogância ou orgulho pelas conquistas já feitas. Pode ter uma serpente e um baú de jóias de cada lado, simbolizando, respectivamente, a sabedoria e a riqueza.
Na caminhada espiritual, este arcano indica o ponto da caminhada em que os assuntos materiais se podem sobrepor aos anseios da alma, levando o peregrino a tratar de assuntos práticos antes de poder continuar o seu caminho.

## Mensagem
Neste momento, as conquistas estão favorecidas. É um momento de muita força e muita sorte.